# Selkäsaari (ö i Birkaland, Södra Birkaland)
Selkäsaari är en ö i Finland. Den ligger i sjön Särkijärvi och i kommunen Urdiala i den ekonomiska regionen  Södra Birkaland och landskapet Birkaland, i den södra delen av landet, 120 km nordväst om huvudstaden Helsingfors. Öns area är 0,2 hektar och dess största längd är 120 meter i öst-västlig riktning.